# Rectoria del Pla del Penedès
La Rectoria del Pla del Penedès és una rectoria del municipi del Pla del Penedès (Alt Penedès) inclosa en l'Inventari del Patrimoni Arquitectònic de Catalunya.

## Descripció
Aquest edifici es troba a l'interior del nucli urbà del Pla del Penedès. És interessant principalment per la seva composició de façana. Presenta un portal d'entrada adovellat d'arc escarser (amb la data 1777), sobre el qual es recolza una balconera de forja.

## Història
Es tracta de diversos habitatges distribuïts a l'interior del nucli urbà del Pla del Penedès. Són edificis interessants principalment per la seva composició de façana. Es poden veure elements d'arquitectura "culta" amb la utilització del llenguatge de l'eclecticisme en convivència amb detalls de l'arquitectura popular. En general aquests edificis configuren l'eixample dels segles XIX i XX.